# The Jam Session
The Jam Session var ett svenskt metalband från Mjölby. Bandet ligger numera på is. Gruppens album När mörkret väller över (2006) omnämndes som en av 2000-talets bästa skivor av tidningen Östgöta Correspondenten.

## Medlemmar
Senaste medlemmar
- Mattias Gustafsson – basgitarr
- Björn Andersson – trummor
- Toni Järvenpää – gitarr
- Mattias "Flesh" Frisk – gitarr, sång
- Robert "Gorebert" Kardell – sång

Tidigare medlemmar
- Daniel Abris – basgitarr

## Diskografi
Studioalbum
- Yellow Mica (2002)
- När mörkret väller över (2006)

EP
- The Jam Session (1998)
- When the Filthy Limbs Decay (2001)
- Att skingra det mörker som betäcker landet (2003)

Annat
- Shape of Shit to Come (1999) (delad album: The Jam Session / A Box of Chocolate / The Hangman / Johnny on the Spot)
- The Insect Split (1999) (delad album: Switchblade / The Jam Session)
- The Jam Session / Kinetic Crash (2002)	 (delad 7" vinyl)
- The Shameless Kiss of Vanity Vol. 1 (2002) (delad EP: The Jam Session / The Avenging Disco Godfathers of Soul)